# 二四谱
二四谱是流传于广东潮汕及福建漳州一带的一种古老的记谱法，多用于潮州弦诗乐、潮剧以及白字戏。其以二、三、四、五、六表示sol、la、do、re、mi。由于在二、三、四、五、六五个音中，三、五、六会因各种情况而变化，仅有二、四两音不变，故称二四谱。

## 谱式
此谱使用二、三、四、五、六、七、八为基本谱字，使用潮州方言唱念，读音如下：
| 二四谱 | 二                                 | 三                                 | 四                                      | 五                                      | 六                                      | 七                                      | 八                                      |
| 读音   | d͡zi35                              | sã33                               | si213                                   | ŋou35                                   | lak5                                    | t͡sʰik2                                  | poiʔ2                                   |
| 工尺谱 | 合                                 | 四                                 | 上                                      | 尺                                      | 工                                      | 六                                      | 五                                      |
| 简谱   | {\displaystyle {\underset {.}{5}}} | {\displaystyle {\underset {.}{6}}} | {\displaystyle {\underset {\quad }{1}}} | {\displaystyle {\underset {\quad }{2}}} | {\displaystyle {\underset {\quad }{3}}} | {\displaystyle {\underset {\quad }{5}}} | {\displaystyle {\underset {\quad }{6}}} |
| 唱名   | sol                                | la                                 | do                                      | re                                      | me                                      | sol                                     | la                                      |

## 调式
谱字中的三和六区分轻重，轻三轻六即三六两音不变，重三重六即三六两音提高二度，发生游移，因弦法不同时而接近降si和fa，时而接近si和升fa。此外五字音也有音高上的变化，称为活五。这些轻、重、活的变化产生了四种不同情调的调式：轻三轻六（简称轻六）、重三重六（简称重六）、轻三重六（简称半轻重）、重三重六活五（简称活五）。轻六调三六两音不变，曲调轻快活跃。重六调三六两音必须加重，曲调深沉雄壮。轻三重六调兼具轻三和重六的特点，曲调风趣诙谐。活五调五音要升高并大幅度地来回滑动，其音极不稳定，三六两音也要有一定规律的滑动，曲调悲凉哀怨。

## 起源
二四谱产生的年代要早于工尺谱传人潮州，不会迟于南宋。其起源有古琴谱、古筝谱和弓弦乐器谱三种说法。

## 现状
现在潮州市的所有乐团已不再使用二四谱，而使用简谱来替代。民间老艺人也已对二四谱感到陌生，不能完整流利地吟唱一首二四谱曲谱。目前仅有一批民间音乐热心人士愿意传承二四谱。